# Dryopteris varia
Dryopteris varia là một loài thực vật có mạch trong họ Dryopteridaceae. Loài này được (L.) Kuntze miêu tả khoa học đầu tiên năm 1891.